# 初学记
《初學記》，唐代官修类书，30卷，23部，313個子目。唐代徐堅、張說、韦述等编集。
《初學記》原为唐玄宗诸皇子作文时检查事类之用。開元十六年正月，學士徐堅等撰成《初學記》三十卷，体例略仿《艺文类聚》，但不盡相同，先为叙事，次为事对，最后诗文。《初学记》分天、岁时、地、州郡、帝王、中宫、储宫、帝戚、职官、礼、乐、人、政理、文、武、道释、居处、器物、宝器、果木、兽、鸟等二十三部。《四库全书总目提要》谓之：“在唐人类书中，博不及《艺文类聚》，而精则胜之，若《北堂书钞》及《六帖》，则出此书之下远矣。”